# Distretto di Ambo
Il distretto di Ambo è uno degli otto distretti della provincia di Ambo, in Perù. Si trova nella regione di Huánuco e si estende su una superficie di 288.80 chilometri quadrati.